# Целинное (Хакасия)
Цели́нное — село в Ширинском районе Республики Хакасия. Административный центр Целинного сельсовета.
Основано в 1955 году как целинный совхоз «Ширинский». Основное предприятие — ЗАО «Целинное» (производство молока, мяса, шерсти, зерновых).

## География и климат
Расположено на реке Туим в 12 км к северу от районного центра — села Шира. На западной окраине  села находится остановочный пункт 250 км на железнодорожной линии Ачинск — Абакан. За ним с севера на юг проходит автодорога Р408 Ачинск — Шира — Троицкое. В 10 км к северо-востоку от села лежит озеро Белё, в 6 км к северо-западу располагается озеро Фыркал.
Климат резко континентальный. Преобладающие ветры — юго-западные.

## Население
| 2002  | 2010  | 2012  | 2013  | 2014  | 2015  | 2016  |
| ----- | ----- | ----- | ----- | ----- | ----- | ----- |
| 1523  | ↗1533 | ↘1519 | ↘1494 | ↘1484 | ↘1455 | ↗1461 |
| 2017  | 2018  | 2019  | 2020  | 2021  |       |       |
| ↘1436 | ↘1432 | ↘1380 | ↘1373 | ↘1361 |       |       |

Число хозяйств — 540. Национальный состав: русские, хакасы (24,2%), немцы, татары, чуваши, белорусы и другие.

## Инфраструктура
Социально-значимые объекты: школа, детский сад, Дом культуры, библиотека.

## Совхоз «Целинный»
Образован в 1955 году как зерносовхоз «Ширинский» с двумя отделениями — Белё и Будённый. Центральная усадьба находилась в селе Целинное, расположенном в 12 км от посёлка Шира и 168 км от города Абакан. Общий земельный фонд составлял 56851 га, в т. ч. пашня — 25 522 га. Имел крупного рогатого скота (КРС) — 221 голову, в т.ч. коров — 98, овец — 4139, лошадей — 243. Направление хозяйства — зерновое, форма собственности — государственная. В 1986—1990 годах стал многоотраслевым совхозом с хорошо развитым животноводством. Поголовье крупного рогатого скота увеличилось до 1864 голов, в т. ч. коров — 560, овец — 29 861. Надой на 1 фуражную корову составлял 2941 кг, настриг шерсти с 1 овцы — 4,7 кг, средняя урожайность зерновых — 16,2 ц/га (25,1 ц/га — 1988). Земельный фонд уменьшился до 27 441 га, в т. ч. пашня — до 11 388 га. Число работающих 545 человек. В 1992 году был реорганизован в АОЗТ «Целинное», в 2001 году — в ООО «Целинное». Руководители: А. А. Лисовский, И. А. Булойчик (заслуженный работник сельского хозяйства РХ), И. А. Храмушин (заслуженный работник сельского хозяйства РХ).